# Пишталине
Пишталине је насељено мјесто у Босни и Херцеговини, у општини Босанска Крупа, које административно припада Федерацији Босне и Херцеговине. Према попису становништва из 1991. у насељу је живјело 1.541 становника. Треба напоменути да је, према подацима Инситута за истраживање Јасеновца (Jasenovac Research Institute, https://jasenovac.org/) из Њујорка, са подручја Пишталина које су у Другом светском рату биле у саставу Независне државе Хрватске, живот дало 1.530 Срба.

## Становништво
| Националност       | 1991.          | 1981.          | 1971.          |
| Муслимани          | 1.486 (96,43%) | 1.381 (94,71%) | 1.136 (92,13%) |
| Срби               | 50 (3,24%)     | 56 (3,84%)     | 91 (7,38%)     |
| Хрвати             | 0              | 2 (0,13%)      | 1 (0,08%)      |
| Југословени        | 0              | 7 (0,48%)      | 2 (0,16%)      |
| остали и непознато | 5 (0,32%)      | 12 (0,82%)     | 3 (0,24%)      |
| Укупно             | 1.541          | 1.458          | 1.233          |